# Психотехника и психофизиология труда
Психотехника и психофизиология труда — специализированный журнал по прикладной психологии (в области психотехники, научной организации труда, индустриальной, инженерной психологии, психологии рекламы и пропаганды, прикладной психофизиологии и т.п.) на русском языке. Орган Всероссийского общества психотехники и прикладной психофизиологии (ВОПиПП). 

## История издания
Журнал выходил в Советском Союзе в 1928-1934 гг. под редакцией Исаака Шпильрейна. При основании в 1928  г. носил название «Психофизиология труда и психотехника» как серия В в составе формально одного журнала под названием «Журнал психологии, педологии и психотехники», но уже в 1928 г. порядок слов в названии был изменен, и под этим названием журнал продолжал выходить как самостоятельное издание вплоть до 1932 г. В конце 1931 г. журнал был опять переименован и с 1932 по 1934 выходил под названием «Советская психотехника». Основное и единственное периодическое издание по психотехнике в СССР
:
```
Особенно широкое развитие психотехника получила в 20 - 1-й половине 30-х годов. Издавались специальные журналы: в СССР - "Психофизиология труда и психотехника" (1928-1932, с 1932 - "Советская психотехника"), в Германии - "Psychotechnische Zeitschrift" (с 1925) и другие. В дальнейшем термин "психотехника" получал все меньшее распространение в литературе. Содержание психотехники, её проблемы и методы вошли в сферу психологии труда, индустриальной психологии, инженерной психологии, прикладной психологии.
[
11
]
```

## Редколлегия
- (по состоянию дел на начало 1932; редакция журнала после его переименования, новое название издания - «Советская психотехника»):

Н.А. Бернштейн, Ю.А. Васильев, С.Г. Геллерштейн, И.А. Залкинд, А.И. Колодная, Левитов Н. Д., А.М. Мандрыка, И.А. Митников (Ленинград), Д.И. Рейтынбарг, А.И. Розенблюм (Харьков), М.Ю. Сыркин (Харьков), А.А. Толчинский (Ленинград), М.А. Юровская.
Отв. редактор И.Н. Шпильрейн.
Секр. редакции И.М. Сипягина.
- последний том (том VII, №2, 1934):

Н.А. Бернштейн, С.Г. Геллерштейн, И.А. Залкинд, В.Н. Колбановский, А.И. Колодная, Левитов Н. Д., А.М. Мандрыка, Д.И. Рейтынбарг, А.И. Розенблюм (Харьков), М.Ю. Сыркин (Харьков), А.А. Толчинский (Ленинград) и М.А. Юровская.
Отв. редактор И.Н. Шпильрейн.
Секр. редакции И.М. Шкляревич.
Последний номер журнала (том VII, №4, 1934) вышел без упоминания имени главного редактора. Бессменный главный редактор издания с момента его основания до самого закрытия журнала, Шпильрейн, бывший член партии эсеров, организатор и председатель Всесоюзного общества психотехники и прикладной психофизиологии, был арестован  в январе 1935 года, в том же году исключен из партии и осуждён на 5 лет ИТЛ (содержался в Карагандинском ИТЛ НКВД). Впоследствии был судим вторично и 26 декабря 1937 года по обвинению в шпионаже и участии в контрреволюционной террористической организации приговорён к высшей мере наказания и в тот же день расстрелян.

## Исторически значимые публикации
- Рубинштейн, С.Л. Проблемы психологии в трудах Карла Маркса («Советская психотехника», 1934, т. VII, № 1; статья была получена для опубликования 31 мая 1933 г.):

```
Этапной как в творчестве Рубинштейна, так и для советской психологии в целом стала его статья «Проблемы психологии в трудах Карла Маркса» (1934). Это выступление вместе с книгой «Основы психологии» (1935) и «Основами общей психологии» (1940), его расширенным вариантом, явились практической реализацией замысла построения психологии на новых научных основах. В статье 1934 г. Рубинштейн подверг глубокому анализу кризис, переживаемый зарубежной психологией, выступил с требованием радикальной перестройки понимания сознания и деятельности, сознания и личности и сформулировал принцип единства сознания и деятельности.
[
12
]
```